# Lac Langelier (Témiscamingue)
Pour les articles homonymes, voir Langelier.
Le lac Langelier est un plan d'eau douce coulant dans la municipalité de Angliers (Québec), dans la municipalité régionale de comté (MRC) de Témiscamingue, dans la région administrative de l'Abitibi-Témiscamingue, au Québec, au Canada.
Ce lac fait partie de la partie supérieure du bassin versant de la rivière des Outaouais. La foresterie constitue la principale activité économique du secteur ; les activités récréotouristiques arrivent en second.
Annuellement, la surface de la rivière est généralement gelée de la mi-novembre à la fin avril, néanmoins, la période de circulation sécuritaire sur la glace est habituellement de la mi-décembre au début d’avril.

## Géographie
Les bassins versants voisins du lac Langelier sont :
- côté Nord : Petite rivière Roger, lac Beaudry, lac Gérin-Lajoie, lac Gaboury ;
- côté Est : rivière des Outaouais, lac Grassy, lac Simard (Témiscamingue) ;
- côté Sud : Petite rivière Roger, rivière des Outaouais, lac des Quinze (Témiscamingue) ;
- côté Ouest : lac des Quinze (Témiscamingue), rivière des Outaouais.

Ce lac qui a une longueur de 2,2 km et une altitude de 263 m, est traversé sur sa pleine longueur par la Petite rivière Roger. La partie Nord de ce lac est contiguë au lac Gaboury (Témiscamingue).
L'embouchure du lac Langelier est sur la rive Sud et se décharge dans la Petite rivière Roger ; cette dernière coule vers le Sud pour se déverser sur la rive Nord-Ouest du lac des Quinze (Témiscamingue) lequel est traversé par la rivière des Outaouais. Cette dernière coule dans ce secteur vers le Sud-Ouest en traversant successivement le lac Grassy, le Passage Grassy et le lac des Quinze (Témiscamingue).

## Toponymie
Le terme « Langelier » constitue un patronyme de famille d’origine française.
Le toponyme « lac Langelier » a été officialisé le 5 décembre 1968 à la Banque des noms de lieux de la Commission de toponymie du Québec, soit à la création de cette Commission.